# Hieracium
 Hieracium  L., 1753 è un genere di piante angiosperme dicotiledoni della famiglia delle Asteraceae.

## Etimologia
Il nome del genere deriva dalla parola greca hierax o hierakion (= sparviere, falco). Il nome del genere è stato dato inizialmente dal botanico francese Joseph Pitton de Tournefort (1656 - 1708) rifacendosi probabilmente ad alcuni scritti del naturalista romano Gaio Plinio Secondo (23 - 79) nei quali, secondo la tradizione, i rapaci si servivano di questa pianta per irrobustire la loro vista. Da un punto di vista scientifico il nome del genere è stato pubblicato per la prima volta da Carl von Linné (1707 – 1778) biologo e scrittore svedese, considerato il padre della moderna classificazione scientifica degli organismi viventi, nella pubblicazione "Species Plantarum - 2: 799. 1753" del 1753.

## Descrizione

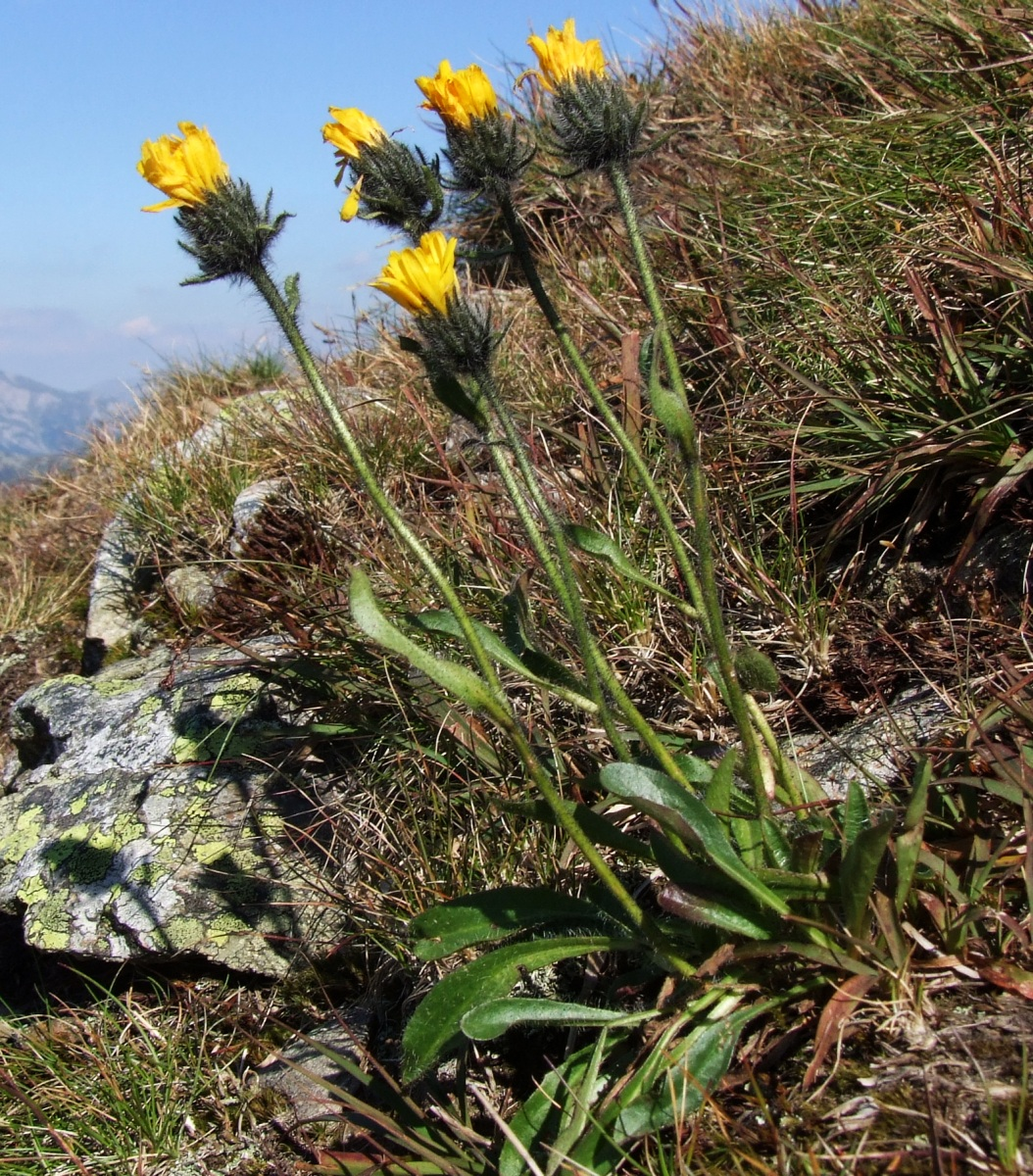
Hieracium alpinum
Il portamento

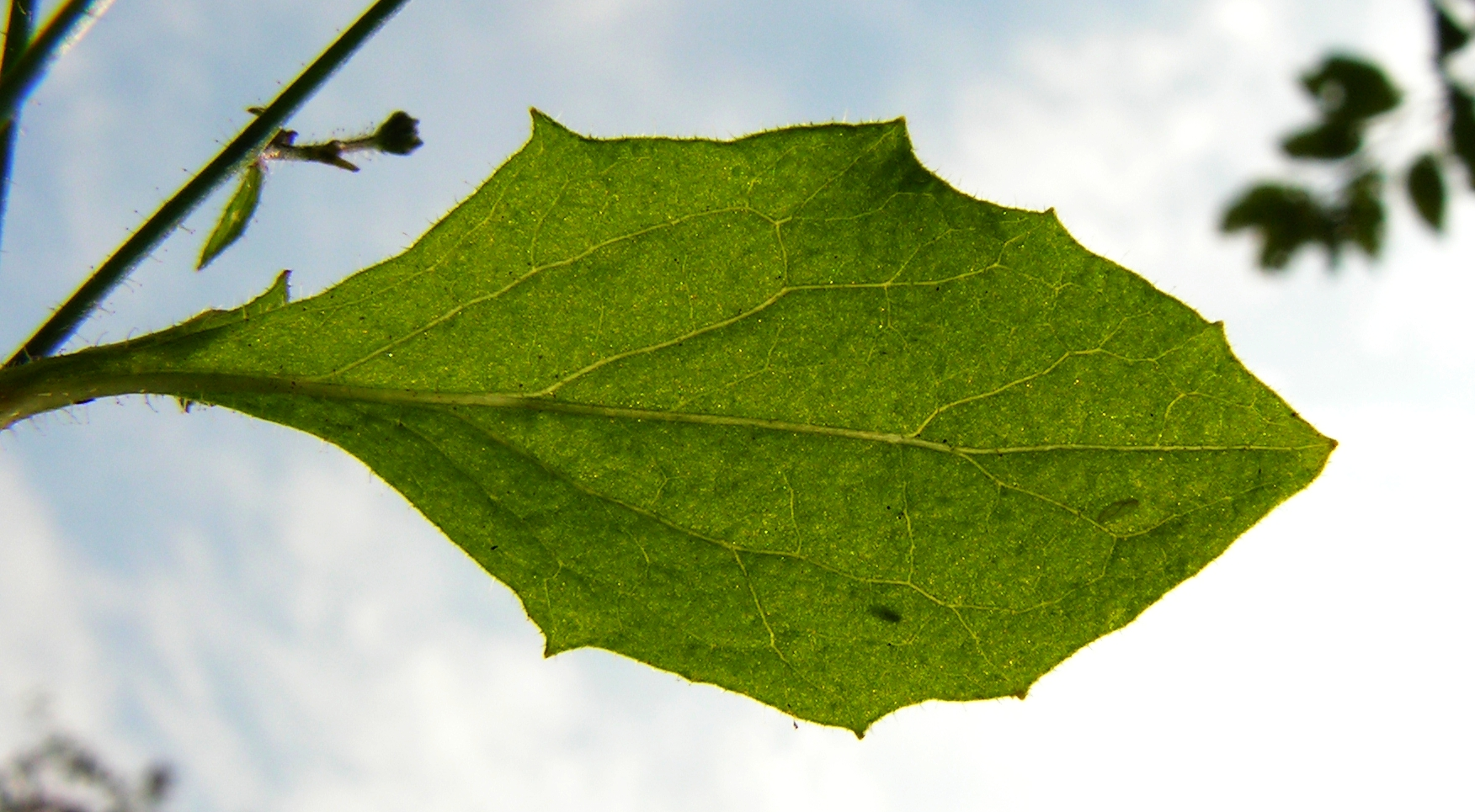
Hieracium lachenalii
La foglia

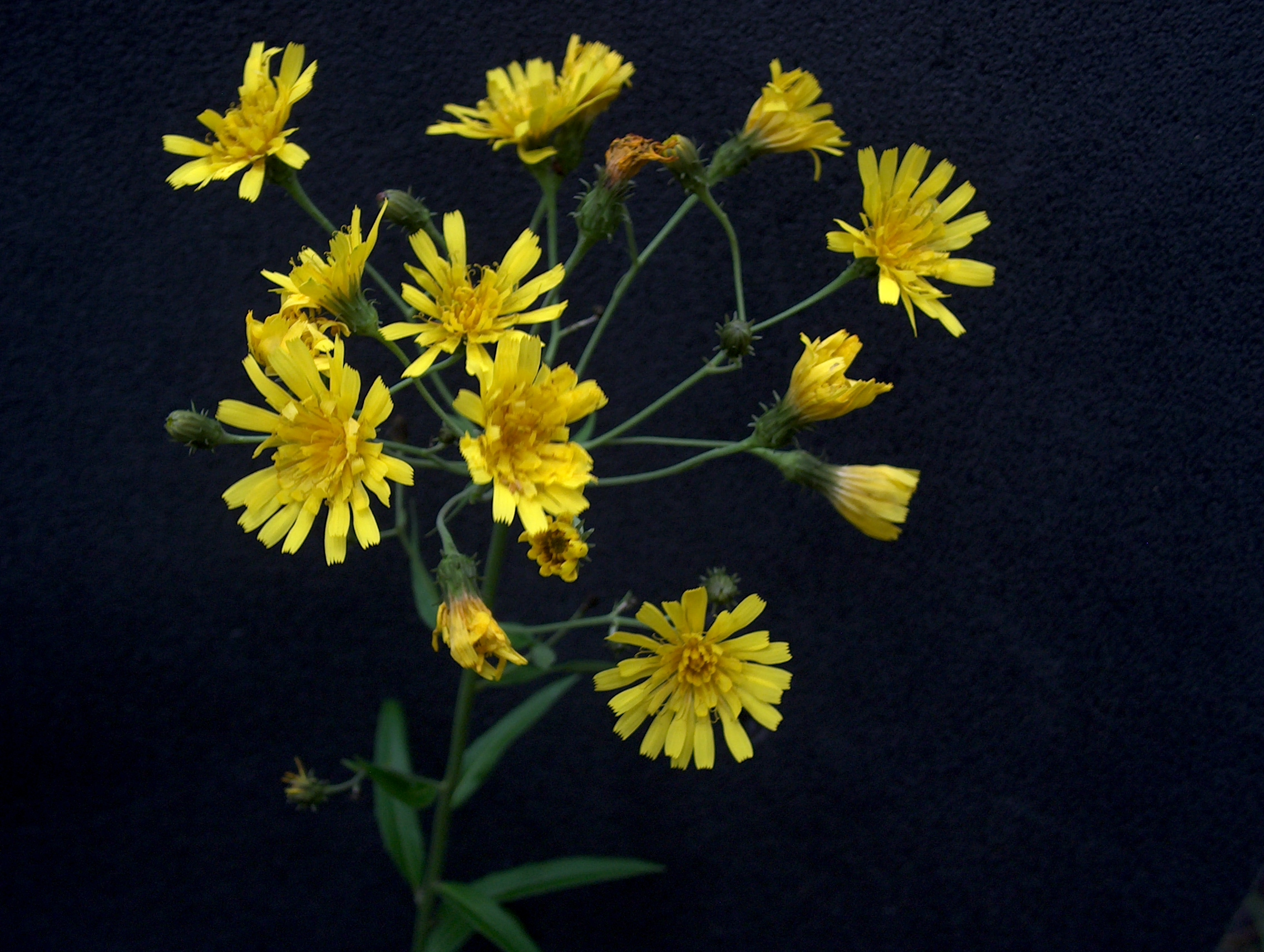
Hieracium umbellatum
Infiorescenza

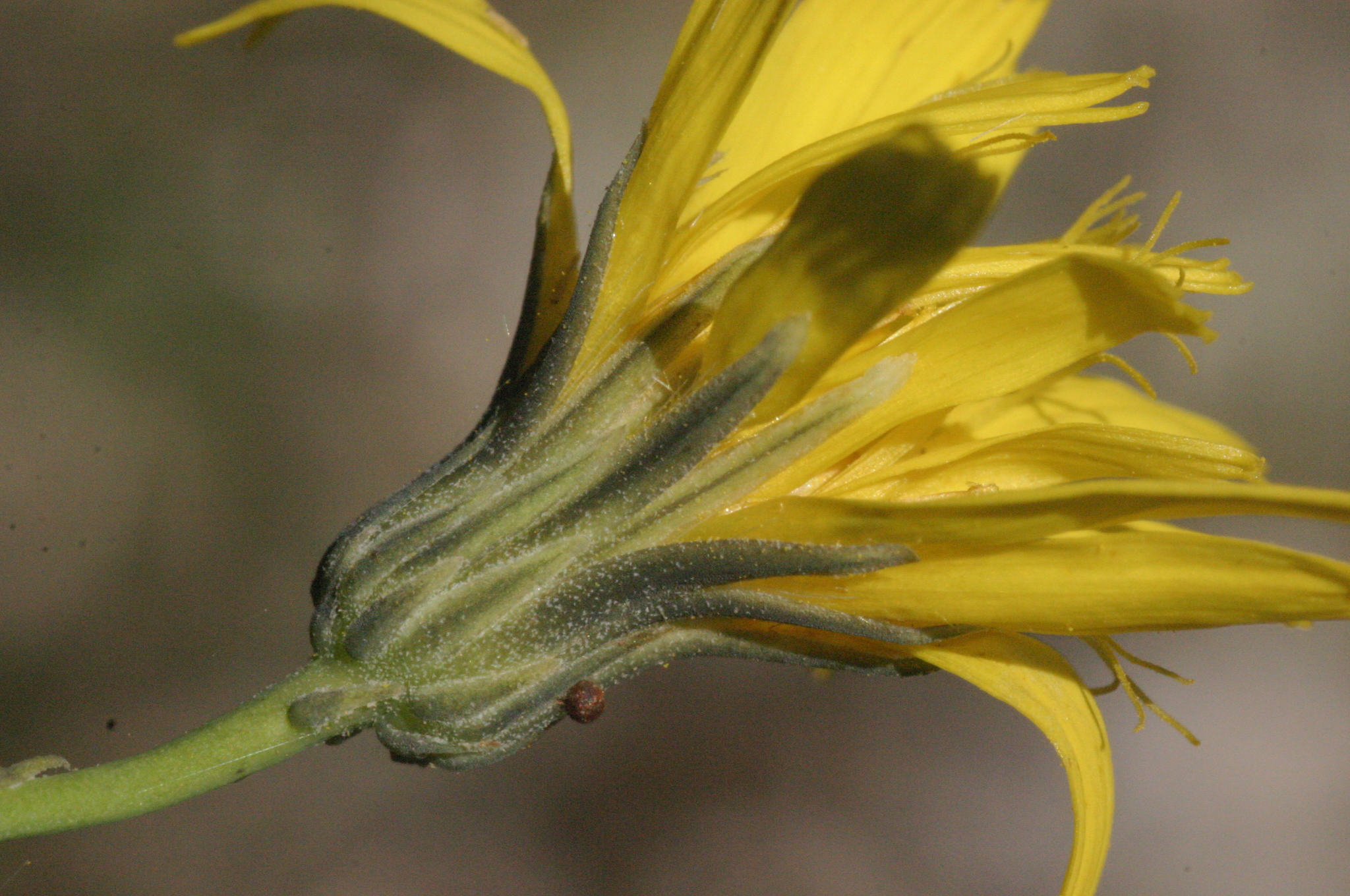
Hieracium porrifolium
L'involucro

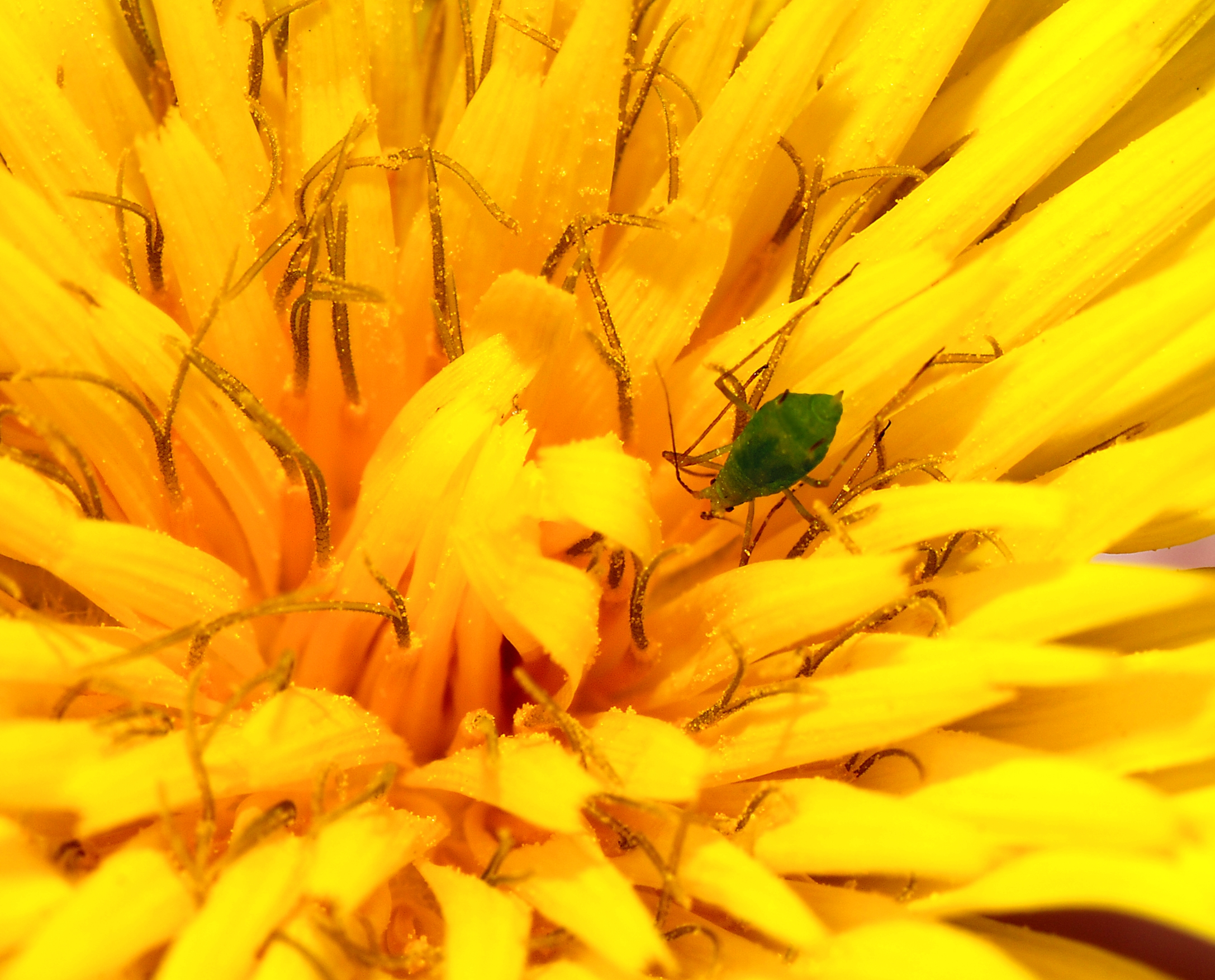
Hieracium lachenalii
I fiori ligulati

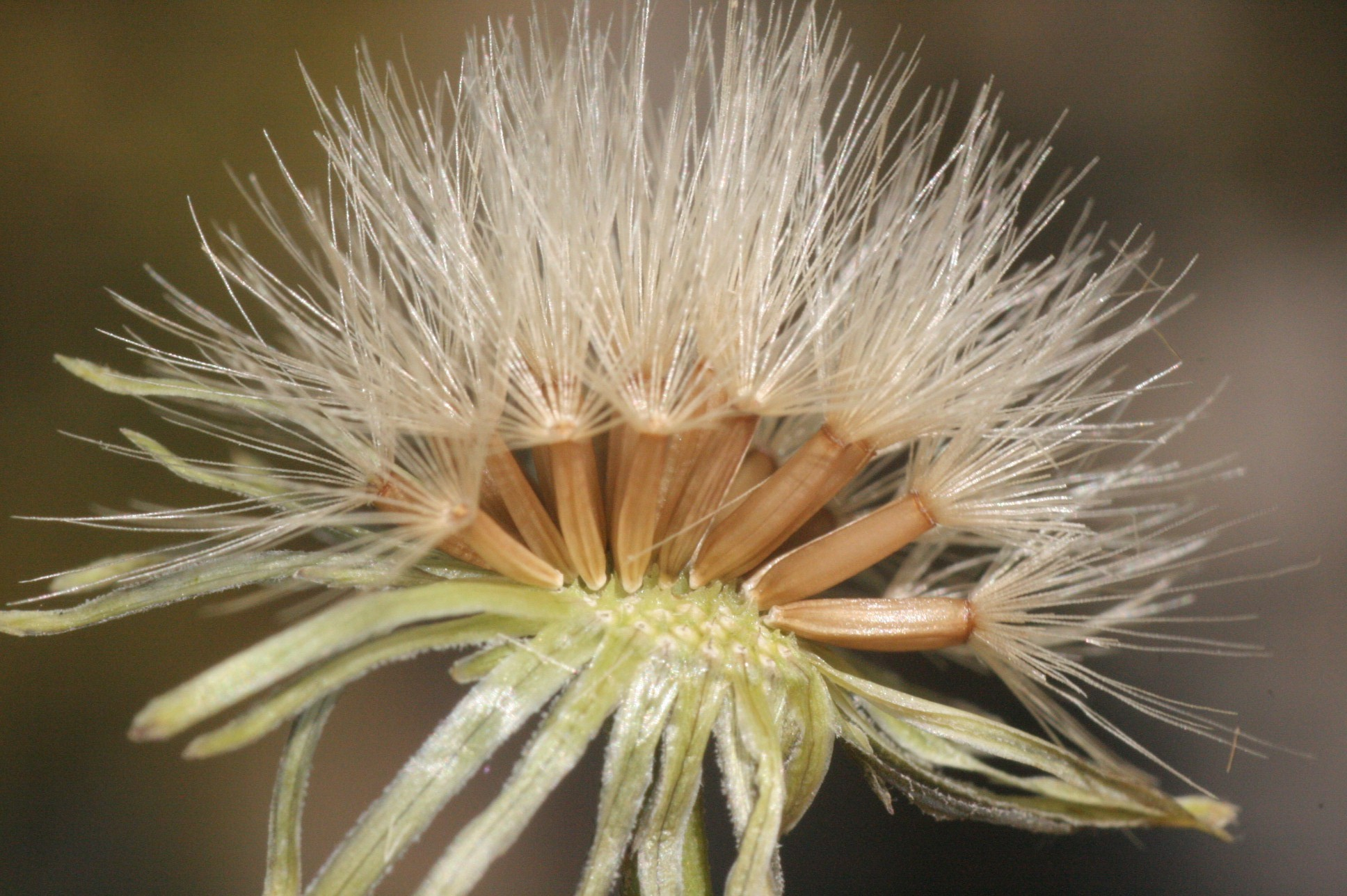
Hieracium porrifolium
Il pappo con gli acheni

Habitus. Le piante di questo genere possono raggiungere un'altezza massima di 10 dm (raramente raggiungono i 15 dm). La forma biologica prevalente è emicriptofita scaposa (H scap), ossia in generale sono piante erbacee (e aromatiche), a ciclo biologico perenne, con gemme svernanti al livello del suolo e protette dalla lettiera o dalla neve, inoltre spesso hanno l'asse fiorale eretto e privo di foglie (piante scapose), oppure le foglie basali sono assenti alla fioritura (piante afillipode). Alcune specie possono anche avere la forma biologica di tipo emicriptofita rosulata (H ros), ossia con foglie disposte a formare una rosetta basale e presenti alla fioritura (piante fillipode). Queste piante sono anche provviste di lattice (i vasi latticiferi sono anastomizzati), ma sono prive di stoloni.
Radici. Le radici spesso sono secondarie da rizoma.
Fusto. La parte aerea del fusto è eretta o ascendente con ramosità più o meno copiosa o anche nulla (pianta monocefala - con un solo capolino); può essere sia glabra che pelosa. Un elemento importante del fusto è l'acladio, ossia la porzione del peduncolo/fusto compresa tra la base del capolino e la ramificazione immediatamente sottostante.
Foglie. Le foglie si dividono in basali e cauline. In genere lungo il caule sono disposte in modo opposto; la lamina può essere intera o più o meno divisa con forme da lineari-strette a largamente ovate (con forme intermedie quali ellittiche, lanceolate, oblanceolate, oblunghe o spatolate); i bordi possono essere variamente dentati (anche profondamente, ma raramente sono lobati) o continui; la superficie può essere glabra o variamente pubescente (ricoperta da peli semplici o ramificati). Quelle basali sono provviste di picciolo (o anche sono sessili), mentre quelle cauline sono in genere sessili e progressivamente ridotte con lamine più strette.
Infiorescenza. L'infiorescenza è composta da un capolino terminale sorretto da un peduncolo (se i capolini sono più di uno si forma una sinflorescenza). I peduncoli possono essere avvolti da alcune brattee fogliacee. I capolini sono formati da un involucro composto da diverse brattee (o squame) disposte su 2 serie in modo embricato, all'interno delle quali un ricettacolo fa da base ai fiori tutti ligulati. L'involucro ha delle forme da emisferiche o campanulate a cilindriche. Le squame grossolanamente si dividono in esterne (non sempre presenti) e interne; quelle esterne (formano quasi un calice) sono nulle o da 3 a 13 con forme da deltate a lanceolate o lineari; quelle interne sono da 5 a 21 ed hanno delle forme lineari-lanceolate con margini scariosi e apici acuminati con forme ottuse. Il ricettacolo è nudo, ossia senza pagliette a protezione della base dei fiori. Diametro dell'involucro: 3 – 15 mm.
Fiori. I fiori (da 6 a 150) sono tutti del tipo ligulato (il tipo tubuloso, i fiori del disco, presente nella maggioranza delle Asteraceae, qui è assente), sono tetra-ciclici (ossia sono presenti 4 verticilli: calice – corolla – androceo – gineceo) e pentameri (ogni verticillo ha 5 elementi). I fiori sono ermafroditi e zigomorfi.
- Formula fiorale:

*/x K {\displaystyle \infty }, [C (5), A (5)], G 2 (infero), achenio
- Calice: i sepali del calice sono ridotti ad una coroncina di squame.
- Corolla: le corolle sono formate da un tubo e da una ligula terminante con 5 denti; il colore è giallo o aranciato. Le ligule sono lunghe e spesso cigliate.
- Androceo: gli stami sono 5 con filamenti liberi e distinti, mentre le antere sono saldate in un manicotto (o tubo) circondante lo stilo.[18] Le antere sono codate e allungate con una appendice apicale; i filamenti sono lisci. Il polline è tricolporato.[19]
- Gineceo: lo stilo è filiforme. Gli stigmi dello stilo sono due divergenti e ricurvi con la superficie stigmatica posizionata internamente (vicino alla base).[20] L'ovario è infero uniloculare formato da 2 carpelli.

Frutti. I frutti sono degli acheni con pappo. Gli acheni sono scuri e lunghi circa 2,5 – 5 mm a forma colonnare-obconica (o più o meno cilindrica) e sono ristretti alla base (e ingrossati all'apice), mentre la superficie (liscia o appena rugosa) è provvista di 8 - 10 coste che nella parte apicale confluiscono in un orlo anulare. Il pappo è formato 20 a 80 setole biancastre (o giallastre) semplici disposte su due serie (quelle interne sono più lunghe e più rigide, quelle esterne sono fragili).

### Pubescenza
Un carattere importante anche da un punto di vista tassonomico (per individuare i vari gruppi del genere) è la pubescenza delle varie parti della pianta: fusto, foglie, peduncolo e squame dell'involucro. Si possono distinguere cinque tipi principali di peli:
- peli: possono essere semplici oppure pluricellulari con lunghezza contenute in 1 - 2 mm;
- setole: possono essere semplici oppure pluricellulari con lunghezza variabile tra 3 - 5 mm fino a 10 mm;
- peli stellati: generalmente sono brevi (meno di 0,5 mm), pluricellulari e con le punte rivolte in tutte le direzioni;
- peli piumosi: sono derivati dalle lacinie delle setole;
- ghiandole: sono peli semplici (brevi o lunghi) terminanti in un ingrossamento ghiandolare.

La frequenza della pelosità può essere: molto fitta - abbondante - sparsa - rara - inesistente.

## Biologia
- Impollinazione: l'impollinazione avviene tramite insetti (impollinazione entomogama tramite farfalle diurne e notturne).
- Riproduzione: la fecondazione avviene fondamentalmente tramite l'impollinazione dei fiori (vedi sopra).
- Dispersione: i semi (gli acheni) cadendo a terra sono successivamente dispersi soprattutto da insetti tipo formiche (disseminazione mirmecoria). In questo tipo di piante avviene anche un altro tipo di dispersione: zoocoria. Infatti gli uncini delle brattee dell'involucro (se presenti) si agganciano ai peli degli animali di passaggio disperdendo così anche su lunghe distanze i semi della pianta.

## Distribuzione e habitat
Le specie di questo genere hanno una distribuzione cosmopolita (con una certa preferenza per l'Eurasia e il Nordamerica). In molte zone (specialmente in America settentrionale) le specie di Hieracium sono considerate specie invasive. Nelle altre aree del globo sono presenti in Sud America (lungo le due coste) e in Africa mediterranea Nord-Occidentale. L'habitat preferito è quello temperato a quote medie e alte. Delle circa 250 specie spontanee della flora italiana buona parte vivono sull'arco alpino. La tabella seguente mette in evidenza i dati relativi all'habitat, al substrato e alla distribuzione delle principali specie o gruppi alpini.
| Specie | Comunità vegetali | Piani vegetazionali         | Substrato  | pH     | Livello trofico | H2O   | Ambiente             | Zona alpina                                      |
| --- | ----------------- | --------------------------- | ---------- | ------ | --------------- | ----- | -------------------- | ------------------------------------------------ |
| H. alpinum | 10                | montano subalpino alpino    | Si         | acido  | basso           | medio | F5 G1                | tutto l'arco alpino                              |
| H. amplexicaule | 3                 | montano subalpino           | Ca - Si    | neutro | basso           | secco | C2                   | tutto l'arco alpino                              |
| H. bifidum | 10                | montano subalpino alpino    | Ca - Ca/Si | basico | basso           | secco | C2 C3 F2 F5 F7       | tutto l'arco alpino                              |
| H. bupleuroides | 3                 | montano subalpino           | Ca         | basico | basso           | secco | C2 C3                | tutto l'arco alpino (più o meno)                 |
| H. caesium | 10                | montano                     | Ca - Ca/Si | basico | basso           | secco | C2 C3 F2             | CN BZ                                            |
| H. glaucinum | 14                | collinare montano           | Ca/Si - Si | neutro | basso           | secco | F2 F7 G4 I1 I2 I3    | CN AO TN BZ                                      |
| H. glaucum | 3                 | montano subalpino           | Ca - Ca/Si | basico | basso           | secco | C2 C3                | tutto l'arco alpino                              |
| H. humile | 3                 | montano subalpino           | Ca         | basico | basso           | secco | C2                   | tutto l'arco alpino (escl. BL BZ CO BG)          |
| H. lachenalii | 14                | collinare montano subalpino | Si         | neutro | medio           | medio | B7 F7 I2             | tutto l'arco alpino (meno frequente a occidente) |
| H. laevigatum | 14                | collinare montano           | Ca - Si    | neutro | basso           | secco | B7 G4 G7 H1 H4 I2    | tutto l'arco alpino (meno frequente al centro)   |
| H. lawsonii | 3                 | montano subalpino           | Ca - Ca/Si | basico | basso           | secco | C2                   | IM CN TO                                         |
| H. murorum | 14                | collinare montano subalpino | Ca - Si    | neutro | medio           | secco | B7 C2 C3 G4 I1 I2 I3 | tutto l'arco alpino                              |
| H. pictum | 3                 | montano collinare           | Ca -Ca/Si  | neutro | basso           | arido | C2 F2 I1             | alpi occidentali                                 |
| H. piliferum | 10                | alpino                      | Si         | acido  | basso           | secco | F5 G1                | tutto l'arco alpino                              |
| H. pilosum | 10                | subalpino alpino            | Ca         | basico | basso           | medio | C2 F5                | quasi tutto l'arco alpino                        |
| H. porrifolium | 3                 | collinare montano           | Ca         | basico | basso           | secco | B5 C2 C3 F2          | Alpi centro-orientali                            |
| H. prenanthoides | 11                | subalpino                   | Ca - Si    | neutro | alto            | medio | F3 G2 H1 H2          | tutto l'arco alpino                              |
| H. racemosum | 11                | collinare montano           | Ca/Si - Si | neutro | medio           | secco | B7 F7 G4 I1 I2       | tutto l'arco alpino (più o meno)                 |
| H. sabaudum | 14                | collinare montano           | Ca/Si - Si | acido  | medio           | secco | B7 F7 G4 I1 I2       | tutto l'arco alpino                              |
| H. schmidtii | 3                 | montano subalpino           | Si         | acido  | basso           | arido | C2 C3                | CN AO BZ                                         |
| H. sparsum | 10                | subalpino alpino            | Si         | acido  | basso           | medio | C1 C3 F5 G1          | BZ                                               |
| H. tomentosum | 3                 | collinare montano subalpino | Ca         | neutro | basso           | arido | C2 F2 F5 I1          | alpi occidentali                                 |
| H. umbellatum | 14                | collinare montano           | Ca/Si - Si | acido  | basso           | secco | B7 F7 G4 I1 I2       | tutto l'arco alpino                              |
| H. villosum | 10                | subalpino alpino            | Ca         | basico | basso           | medio | C3 F5                | tutto l'arco alpino                              |
| Legenda e note alla tabella. Substrato: con “Ca/Si” si intendono rocce di carattere intermedio (calcari silicei e simili). Zona alpina: vengono prese in considerazione solo le zone alpine del territorio italiano (sono indicate le sigle delle province). Comunità vegetali: 3 = comunità delle fessure, delle rupi e dei ghiaioni; 10 = comunità delle praterie rase dei piani subalpino e alpino con dominanza di emicriptofite; 11 = comunità delle macro- e megaforbie terrestri; 14 = comunità forestali Ambienti: B5 = rive, vicinanze corsi d'acqua; B7 = parchi, giardini, terreni sportivi; C1 = ambienti sabbiosi, affioramenti rocciosi; C2 = rupi, muri e ripari sotto roccia; C3 = ghiaioni, morene e pietraie; F2 = praterie rase, prati e pascoli dal piano collinare al subalpino; F3 = prati e pascoli mesofili e igrofili; F5 = praterie rase subalpine e alpine; F7 = margini erbacei dei boschi; G1 = lande e popolamenti a lavanda; G2 = praterie rase dal piano collinare a quello alpino; G4 = arbusteti e margini dei boschi; H1 = ontaneti verdi, saliceti subalpini; H2 = boscaglie di pini montani; H4 = arbusteti, siepi, margini di boschi; I1 = boschi di conifere; I2 = boschi di latifoglie; I3 = querceti submediterranei |                   |                             |            |        |                 |       |                      |                                                  |

## Tassonomia
La famiglia di appartenenza di questa voce (Asteraceae o Compositae, nomen conservandum) probabilmente originaria del Sud America, è la più numerosa del mondo vegetale, comprende oltre 23.000 specie distribuite su 1.535 generi, oppure 22.750 specie e 1.530 generi secondo altre fonti (una delle checklist più aggiornata elenca fino a 1.679 generi). La famiglia attualmente (2021) è divisa in 16 sottofamiglie.

### Filogenesi
Il genere di questa voce appartiene alla sottotribù Hieraciinae della tribù Cichorieae (unica tribù della sottofamiglia Cichorioideae). In base ai dati filogenetici la sottofamiglia Cichorioideae è il terz'ultimo gruppo che si è separato dal nucleo delle Asteraceae (gli ultimi due sono Corymbioideae e Asteroideae). La sottotribù Hieraciinae fa parte del "quinto" clade della tribù; in questo clade è posizionata alla base ed è "sorella al resto del gruppo comprendente, tra le altre, le sottotribù Microseridinae e Cichoriinae.
I seguenti caratteri sono distintivi per la sottotribù:
- queste piante sono spesso ricoperte da piccoli, soffici peli ramificati;
- gli acheni hanno delle forme obovoidi-coniche non compresse;
- il becco degli acheni è assente;
- il pappo è formato da setole fragili.

Il nucleo della sottotribù Hieraciinae è l'alleanza Hieracium - Pilosella (comprendenti la quasi totalità delle specie della sottotribù - oltre 3000 specie) e formano (insieme ad altri generi minori) un "gruppo fratello". Il genere di questa voce, nell'ambito della sottotribù occupa una posizione evolutiva recente.
Il genere Hieracium è un genere estremamente polimorfo con maggioranza di specie apomittiche. Di questo genere sono descritte circa 770 specie sessuali e oltre 5200 specie apomittiche, delle quali circa 250 e più sono presenti nella flora spontanea italiana. Alcuni taxon collegati alle varie specie del genere sono sottospecie, altri sono considerati aggregati (o inclusi), e altri ancora sono considerati "intermediari" (o impropriamente ibridi in quanto queste specie essendo apomittiche non si incrociano e quindi non danno prole feconda) con altre specie. A causa di ciò si pongono dei problemi di sistematica quasi insolubili e per avere uno sguardo d'insieme su questa grande variabilità può essere necessario assumere un diverso concetto di specie. Nella "Flora d'Italia" sono proposte due nuove unità tassonomiche: (1) gruppo-cardinale (insieme di forme elementari di singole serie evolutive come le specie o le agamospecie con proprie combinazioni di caratteri morfologici); (2) gruppo-intermediario (insieme di specie o agamospecie che riuniscono i caratteri morfologici di due o più gruppi-cardinali).

Anche studi (Greuter, 2007) hanno confermato che la classificazione interna al genere pone problemi quasi impossibili da risolvere. Problemi che vengono ulteriormente ostacolati dallo scontro di correnti e scuole di pensiero difficilmente conciliabili per quanto riguarda i principi di base della classificazione del genere. Seguendo la tradizione Zahn un primo metodo consiste nel suddividere le specie principali e i vari intermediari ibridi in sottospecie, a questo si contrappone la "scuola nordica" la quale tratta ogni ceppo apomittico distinguibile come specie e quindi minimizza il numero delle sezioni tra genere e specie. Quest'ultimo approccio segue l'indirizzo filogenetico attuale, ma risulta inapplicabile su grandi aree con maggior diversità di morfotipi. Gottschlich recentemente (2009) suggerisce che i vari taxa dovrebbero essere caratterizzati da discontinuità morfologiche associate a separazione geografiche/ecologiche.

Tradizionalmente il genere viene suddiviso in 4 sottogeneri:
- Stenotheca Fries: comprende una ventina e più di specie sessuali distribuite dalla Patagonia allo Stretto di Bering (e quindi Nord America) fino al Giappone.
- Ortotheca Froelich: comprende una decina di specie sessuali distribuite tra il Sudafrica, Madagascar e India.
- Mandonia A.-T.: alcune specie delle Ande.
- Hieracium: è il gruppo principale con oltre 6000 specie formatesi per ibridazione e conseguente riduzione della sessualità (apomissia, apogamia, partenogenesi, poliploidia e sterilità pollinica) con distribuzione soprattutto Eurasiatica e Nordamericana. Questo gruppo a sua volta è suddiviso in due sottogruppi:

- sottogruppo Hieracia aphyllopoda: queste piante sono prive di foglie basali all'antesi (oppure sono appassite); anche le foglie cauline inferiori possono essere assenti all'antesi; quelle superiori sono numerose (6 - 30); la fioritura in genere è da luglio a ottobre;
- sottogruppo Hieracia phyllopoda: le foglie basali sono presenti alla fioritura; le cauline sono al massimo 5 (fusti afilli) oppure fino a 15 con foglie a forme più lineari; la fioritura in genere è da maggio a luglio.

Un quinto gruppo, Pilosella Vaill., recentemente è stato portato al rango di genere e comprende almeno 3000 specie ibridogene distribuite in Eurasia temperata.
La costruzione filogenetica all'interno del genere presenta le stesse problematiche descritte sopra. Un recente studio, nel ricostruire la struttura filogenetica del genere, presenta ancora diversi gruppi politomici, ossia un albero filogenetico con più di due rami su uno stesso nodo. Sono stati comunque individuati due rami principali: un ramo europeo occidentale e uno orientale.
I caratteri distintivi per le specie di questo genere sono:
- le piante non sono tutte vischiose;
- i fusti e le foglie hanno peli semplici o ghiandolari;
- i capolini sono numerosi;
- il colore dei fiori in genere è giallo carico;
- i rami dello stilo sono lunghi;
- le coste dell'achenio confluiscono in un anello;
- il pappo è formato da due serie di setole.

I numeri cromosomici delle piante di questo genere variano da 2n = 18 (specie diploidi) a 2n = 27 (specie triploidi). Sono comunque presenti anche specie tetraploidi e pentaploidi (2n = 36).

### Sezioni della flora italiana
Nella recente riedizione della "Florad'Italia" (2018) le varie specie di questo genere, appartenenti alla flora spontane italiana, sono state distribuite nelle 44 sezioni seguenti:
- 1A: tutte le parti della pianta possiedono abbondanti peli ghiandolari;

Hieracium sect. Amplexicaulia (Griseb) Scheele
Hieracium sect. Glutinosa W.D.J. Koch
Hieracium sect. Alpina (Griseb.) Gremli
Hieracium sect. Arpadiana Gottschl. 
Hieracium sect. Picroidea (Arv.-Touv.) Gremli
Hieracium sect. Cerinthoidea Monnier
- 1B: in genere i peli ghiandolari sono assenti, altrimenti sono presenti solamente sui peduncoli, brattee e margini fogliari;

- 2A: il colore degli acheni è scuro (bruno-nerastro);

Hieracium sect. Picta  (Peter) Stace 
Hieracium sect. Andryaloidea  Monnier
Hieracium sect. Thapsoide a (Arv.-Touv.) Belli
Hieracium sect. Lanatella  (Arv.-Touv.) Zahn
Hieracium sect. Pannosa  (Zahn) Zahn 
Hieracium sect. Rupestria  (Griseb) Gottschl. 
- 2B: il colore degli acheni varia da castano a paglierino;

- 3A: il portamento delle piante è tipico alpino (altezza 5 - 15 cm); gli acheni sono lunghi 2,5 - 2,8 mm;

Hieracium sect. Barbata Gremli 
- 3B: gli acheni sono lunghi 4 - 4,5 mm;

- 4A: le piante sono di tipo afillopode o pseudo-fillopode; il picco antesico è solitamente autunnale;

Hieracium sect. Lucida v Stace et P.D. Sell
Hieracium sect. Italica  (Fr.) Arv.-Touv
Hieracium sect. Symphytacea  (Arv.-Touv.) Gottschl. 
Hieracium sect. Vettera  Gottschl.
Hieracium sect. Amphitricha   (Arv.-Touv.) Gottschl.
Hieracium sect. Prenanthoidea  W.D.J. Koch
Hieracium sect. Dragicola  Gottschl.
Hieracium sect. Cydoniifolia  (Arv.-Touv.) Stace
Hieracium sect. Aestiva  (Uksip ex Schljakov) Sennikov
Hieracium sect. Subsabauda  Gremli
Hieracium sect. Tridentata  (Fr.) Arv.-Touv  
Hieracium sect. Sabauda   (Fr.) Arv.-Touv  
Hieracium sect. Hieracioides  Dumort.
- 4B: le piante sono di tipo fillopode (raramente hypofillopode); il picco antesico è solitamente primaverile-estivo;

- 5A: i piccioli e gli involucri sono seminascosti da una densa villosità sericea con peli lunghi;

Hieracium sect. Villosa  (Griseb.) Gremli
- 5B:  i piccioli e gli involucri, glabri o pelosi, sono sempre ben visibili;

- 6A: le foglie cauline superiori hanno delle basi da subamplessicauli a guainanti il fusto;

Hieracium sect. Pulmonarioidea  W.D.J. Koch
Hieracium sect. Jurassica   (Arv.-Touv.) Gottschl.
Hieracium sect. Umbrosa  Stace et P.D. Sell
Hieracium sect. Alpestria  (Fr.) Arv.-Touv
Hieracium sect. Acanthodontoidea  Gottschl.
Hieracium sect. Grovesiana  Gottschl.
- 6B: le foglie cauline superiori non sono abbraccianti;

- 7A: le foglie basali sono attenuate, e sono brevemente (oppure no) picciolate;

Hieracium sect. Cernua  R. Uechtr. 
Hieracium sect. Naegeliana  Zahn ex Szelag
Hieracium sect. Drepanoidea  Monnier
Hieracium sect. Dollinera  Gottschl.
- 7B: le foglie basali sono distintamente picciolate;

Hieracium sect. Oleosa   (Arv.-Touv.) J.-M. Tison 
Hieracium sect. Oreadea   (Fr.) Arv.-Touv.
Hieracium sect. Hieracium
Hieracium sect. Bifida   (Arv.-Touv.) A.R. Clapham
Hieracium sect. Vulgata   (Griseb) Willk. et Lange
Hieracium sect. Subalpina   Pugsley
Hieracium sect. Bocconea   Gottschl.
Vedi: Specie italiane di Hieracium.

### Sinonimi
L'entità di questa voce ha avuto nel tempo diverse nomenclature. L'elenco seguente indica alcuni tra i sinonimi più frequenti:
- Stenotheca Monnier
- Crepidispermum Fr.
- Mandonia Sch.Bip.
- Heteropleura Sch.Bip.
- Crepidopsis Arv.-Touv.
- Apatanthus Viv.

### Generi simili
Il genere che più si avvicina a Hieracum e ovviamente il genere Pilosella Vaill. da poco separato da quello di questa voce. Si differenzia per il pappo formato da una sola serie di setole, tutte sottili e della stessa lunghezza; per la presenza di stoloni; per i capolini piccoli con involucri lunghi 4 – 8 mm e acheni lunghi 1 – 2 mm.
Altri generi simili a Hieracium sono:
| Nome del genere con Autore | Nome comune  | Differenze rispetto al genere Hieracium |
| -------------------------- | ------------ | --- |
| Andryala L.                | Lanutella    | Le squame sono disposte su una sola serie; il ricettacolo possiede delle piccole fosse circondate da setole. |
| Chondrilla L.              | Lattugaccio  | Le foglie hanno delle forme strettamente lineari; i capolini sono formati da 7 - 15 fiori; le squame sono disposte su 1 - 2 serie; l'achenio è prolungato in un becco alla base del quale sono presenti alcuni dentelli.                                                        |
| Crepis L.                  | Radichiella  | Gli acheni all'apice sono assottigliati e spesso sono prolungati in un becco allungato; il pappo è bianco formato da peli flessibili e tenaci. |
| Lactuca L.                 | Lattuga      | I capolini contengono pochi fiori; gli acheni hanno delle forme compresse e sono provvisti di becco allungato. |
| Launaea Cass.              | Launea       | Le squame esterne sono provviste di un largo margine membranoso; gli acheni hanno delle forme subclindriche con 4 denteli basali. |
| Prenanthes L.              | Radichiella  | Le infiorescenza sono delle pannocchie con capolini penduli con pochi fiori violetti. |
| Reichardia Roth            | Grattalingua | Gli acheni sono striati e con forme bitorzolute; i peli del pappo sono connati alla base e facilmente si staccano tutti assieme. |
| Sonchus L.                 | Crespino     | I capolini sono del tipo pauciflora; gli acheni hanno delle forme compresse. |
| Taraxacum Weber            | Tarassaco    | Le foglie sono unicamente quelle basali in rosetta e l'infiorescenza si compone di un solo capolino; le squame sono disposte su due serie e quelle esterne sono ribattute verso il basso; l'achenio è prolungato in un becco alla base del quale sono presenti alcuni dentelli. |
| Willemetia (Neck.) Cass.   | Lattugaccio  | Le foglie sono disposte in rosetta basale; i capolini sono pochi (generalmente uno); le squame sono disposte su 2 serie; l'achenio è prolungato in un becco alla base del quale sono presenti alcuni dentelli.                                                                  |

## Curiosità
Il genere Hieracium fu occasione di delusione e scoramento per Gregor Mendel, che in età avanzata tentò di confermare con tale genere le sue leggi di ereditarietà, utilizzando il fatto che tale pianta è ubiquitaria e molto comune. Tale tentativo fallì completamente in modo incomprensibile. Molto più tardi fu dimostrato che utilizzare tale genere fu una scelta infelice, dato che è soggetto a fenomeno di Apomissia.